# Jindřichovická lípa v zámeckém parku
Jindřichovická lípa v zámeckém parku je památný strom v parku u zámku Jindřichovice u Malonic. Lípa velkolistá (Tilia platyphyllos Scop.) roste v parku za jednou z hospodářských budov v nadmořské výšce 563 m, stáří stromu je odhadováno na 300 let, výška stromu je 29 m, výška koruny 21 m, šířka koruny 22 m, obvod kmene 580 cm. Na kmeni jsou staré zavalené podélné trhliny, u báze rostou výmladky, koruna je bez suchých částí, v úžlabí se nalézá trouch. Lípa je chráněna od 20. ledna 2006 jako krajinná dominanta, významná vzrůstem.

## Památné stromy v okolí
- Buk v Jindřichovickém zámeckém parku
- Dub u Malonic
- Javor stříbrný v Jindřichovickém zámeckém parku
- Lípa na návsi v Malonicích
- Lípa velkolistá v Jindřichovickém zámeckém parku
- Malonická lípa
- Skupina javorů klenů v Jindřichovickém zámeckém parku

## Galerie

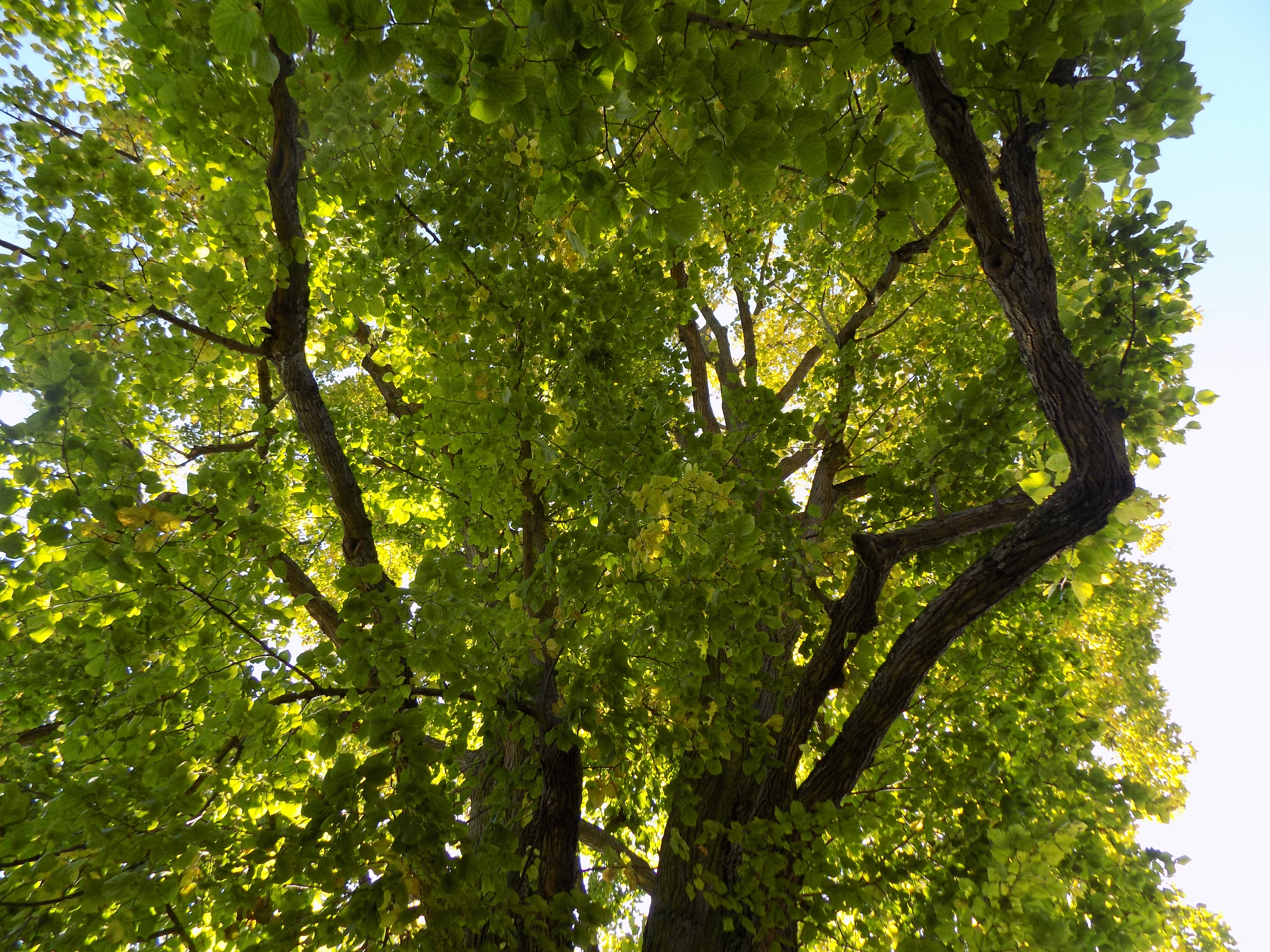
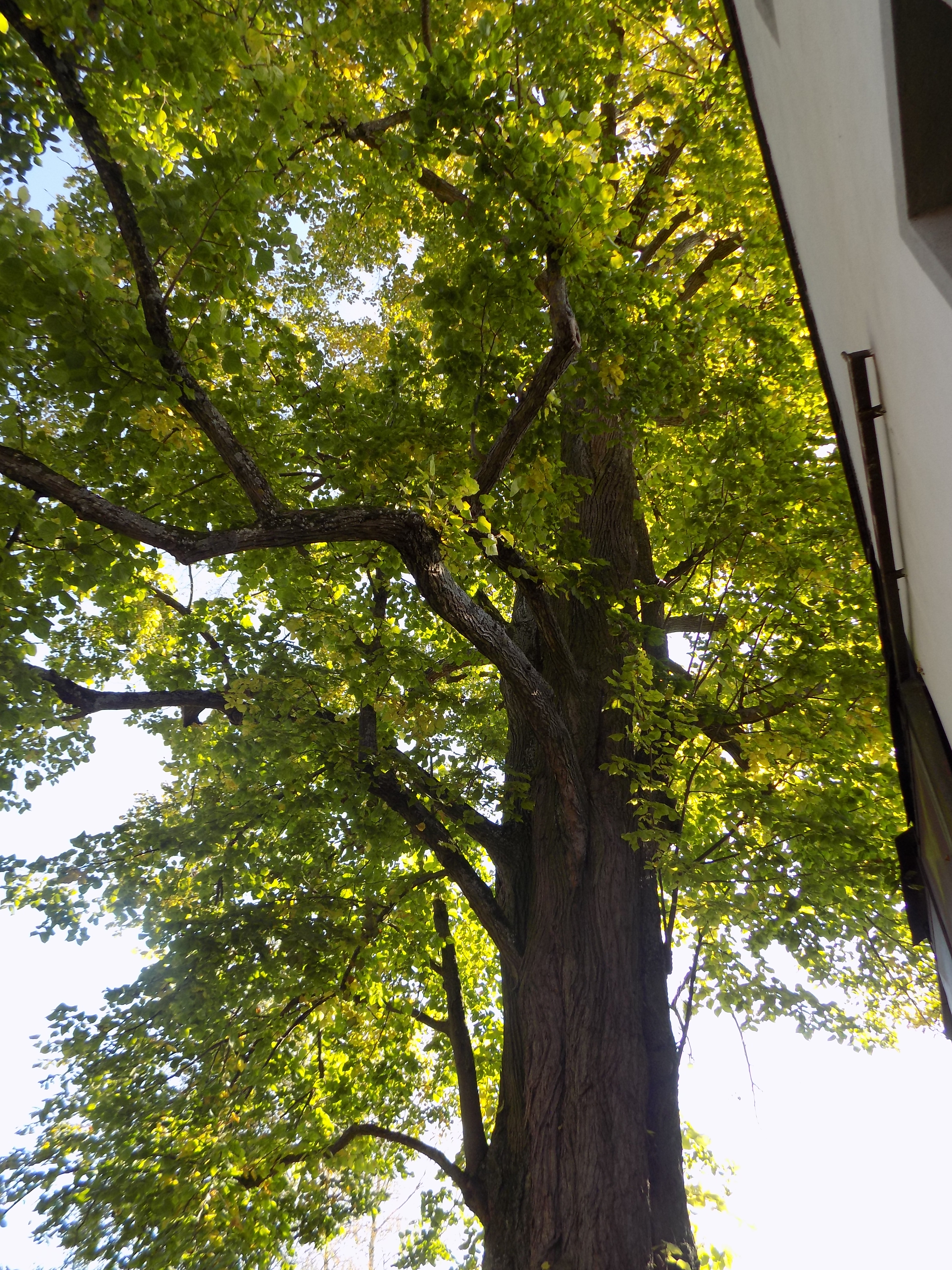
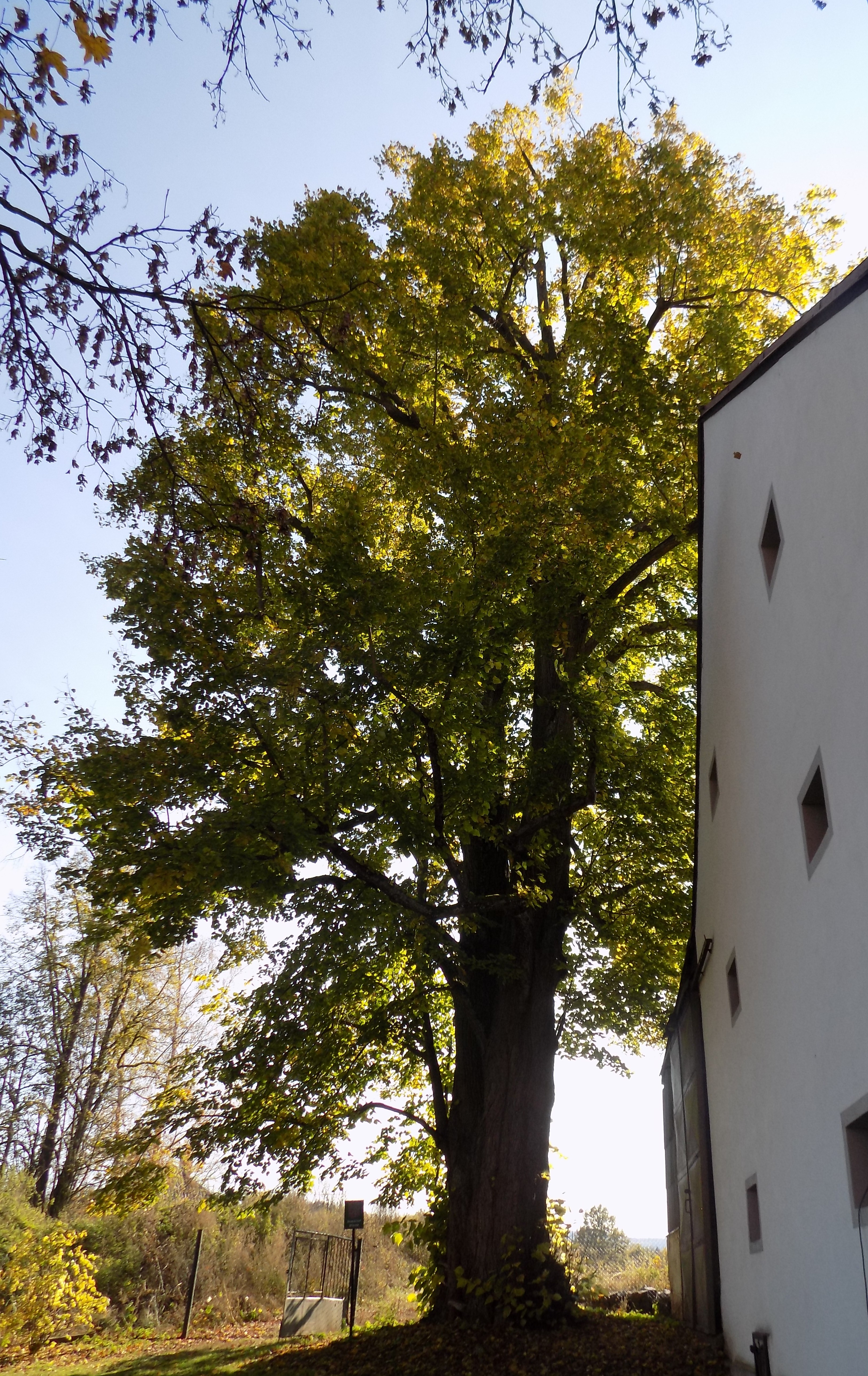
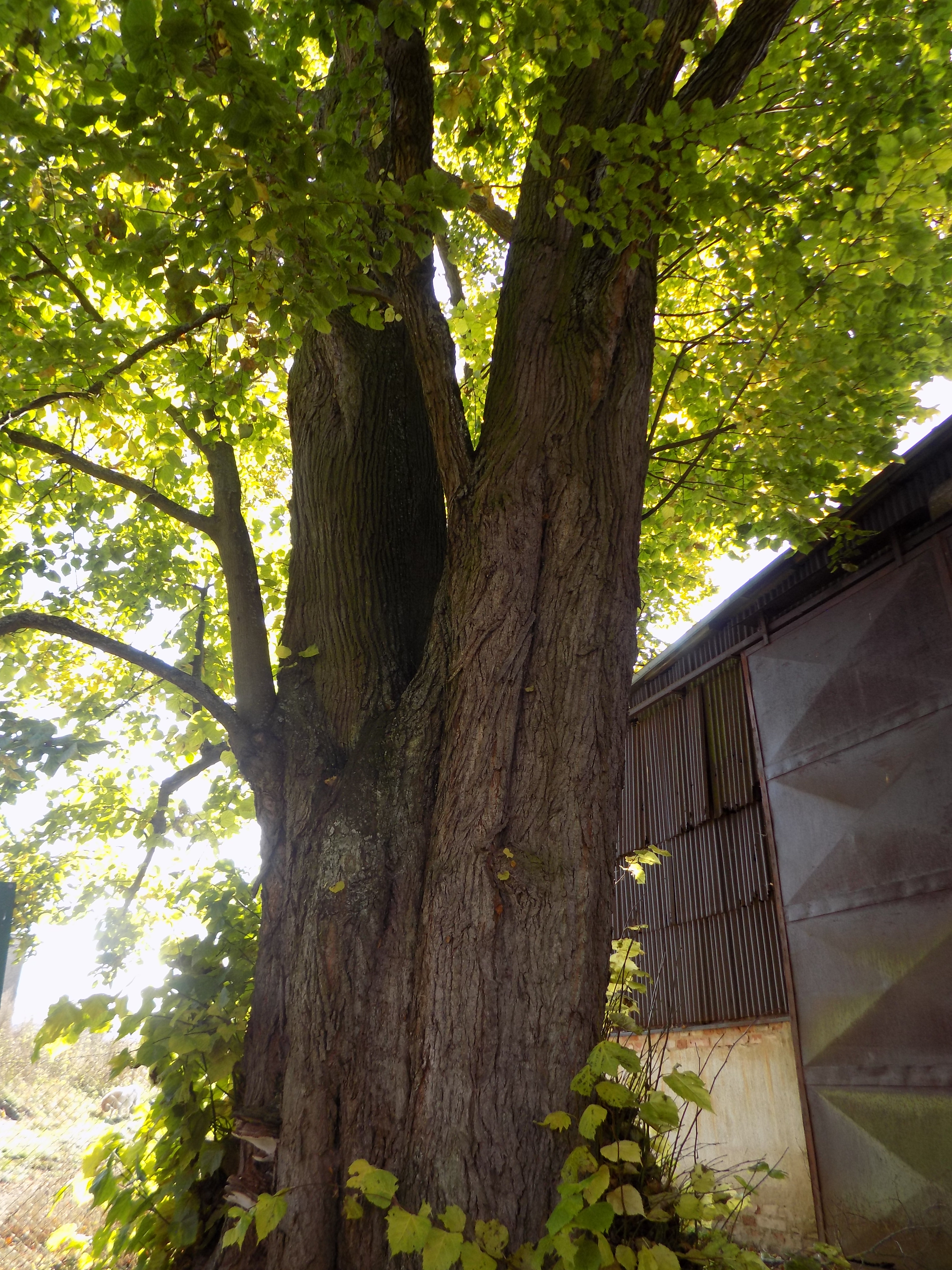